# Stelios Kitsiu
Stelios Kitsiu (gr. Στέλιος Κίτσιου; ur. 28 września 1993 roku w Salonikach) – grecki piłkarz, grający na pozycji prawego obrońcy.

## Kariera piłkarska

### Kariera klubowa
Rozpoczął karierę piłkarską w klubie juniorów PAOK FC. 15 stycznia 2012 roku podpisał kontrakt z seniorskim zespołem tej drużyny, która występowała wówczas w Superleague Ellada. W sezonie 2011/2012 z drużyną uplasował się na 3. pozycji, dzięki czemu jego klub zagrał w barażach o miejsce w eliminacjach do Ligi Mistrzów. Jednak jego zespół uplasował się na ostatniej pozycji w dodatkowych meczach i ostatecznie zakwalifikował się do III rundy kwalifikacyjnej Ligi Europy.
W sezonie 2012/2013 jego drużyna zajęła 2. miejsce i ponownie mogła wziąć udział w barażach o eliminacje do Ligi Mistrzów. Tym razem PAOK wygrał te baraże i wystąpił w III rundzie kwalifikacyjnej Ligi Mistrzów.
W kolejnym sezonie jego ekipa znów zajęła 2. pozycję i ponownie skoczyła walkę o miejsce do eliminacji w Lidze Mistrzów. Tym razem jego zespół zajął drugie miejsce w barażach, ustępując Panathinaikosowi AO. Na pocieszenie klub z Salonik wystąpił w Lidze Europy.
Z klubem PAOK FC wiąże go umowa do 30 czerwca 2018 roku. W 2017 odszedł na wypożyczenie do Sint-Truidense VV.

### Kariera reprezentacyjna
Stelios Kitsiu w 2011 roku wystąpił w dwóch spotkaniach młodzieżowej reprezentacjach Grecji do lat 19.
13 sierpnia 2013 roku zadebiutował w reprezentacja Grecji U-21. W jej barwach wystąpił w pięciu meczach eliminacji do Mistrzostw Europy U-21 w 2015 roku. W ramach tych eliminacji raz zagrał w spotkaniu z Polską 19 listopada 2013 roku w Krakowie. Zagrał 90 minut, jednak jego drużyna przegrała to spotkanie 3–1. Ostatecznie jego drużyna zajęła 2. miejsce w grupie, jednak nie uzyskała awansu na te mistrzostwa. Do pierwszej w tabeli Szwecji zabrakło 1 punktu.